# Cestos (rijeka)
Rijeka Cestos, također poznata kao rijeka Nuon ili Nipoué, je liberijska rijeka koja izvire u gorju Nimba u Gvineji i teče prema jugu duž granice s Obalom Bjelokosti, zatim jugozapadno kroz liberijske kišne šume da bi se ulila u zaljev na Atlantskom oceanu u kojem se nalazi grad River Cess. Poznato je da patuljasti vodenkonj (Choeropsis liberiensis) nastanjuje područje duž toka rijeke. Čini sjevernu trećinu međunarodne granice između Liberije i Obale Bjelokosti.
Tijekom Prvog liberijskog građanskog rata, dio rijeke u blizini grada Cestosa bio je vodeća regija za vađenje hrane i minerala za Nacionalni patriotski front Liberije.